# Bekilya
Bekilya is een geslacht van wantsen uit de familie van de Reduviidae (Roofwantsen). Het geslacht werd voor het eerst wetenschappelijk beschreven door André Villiers in 1949.

## Soorten
Het genus bevat de volgende soorten:

- Bekilya mahafalya Zhang & Weirauch, 2011
- Bekilya mira Villiers, 1949
- Bekilya tenebra Zhang & Weirauch, 2011
- Bekilya tricolor (Villiers, 1964)
- Bekilya tuleara Zhang & Weirauch, 2011